# Província de Kirovohrad

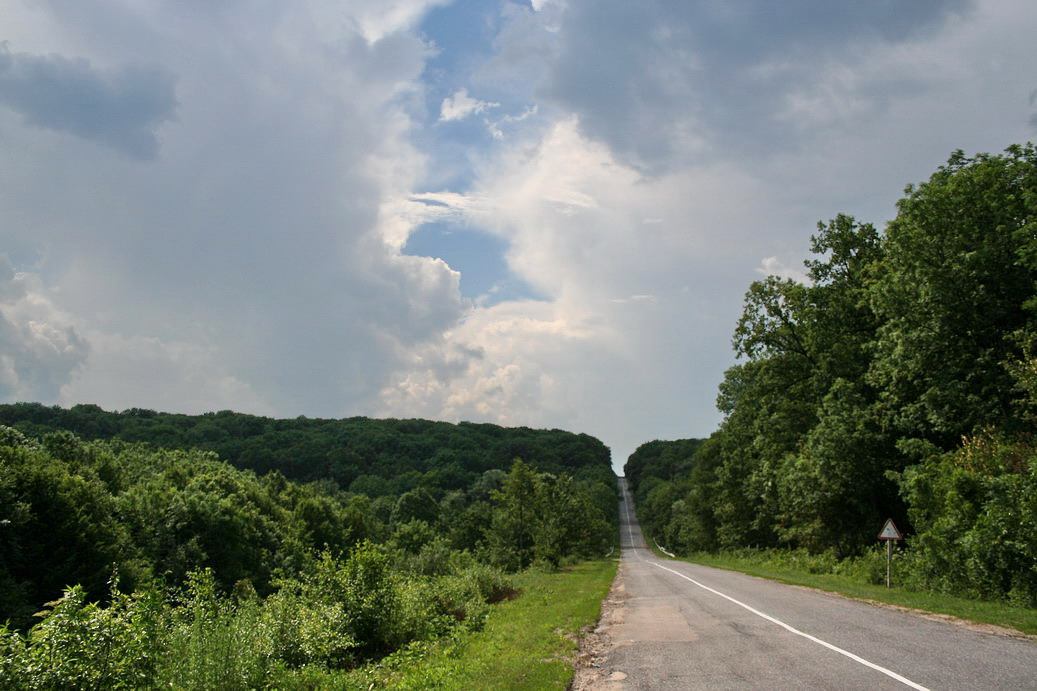
Carretera que atravessa el Bosc Negre de Znàmianka.

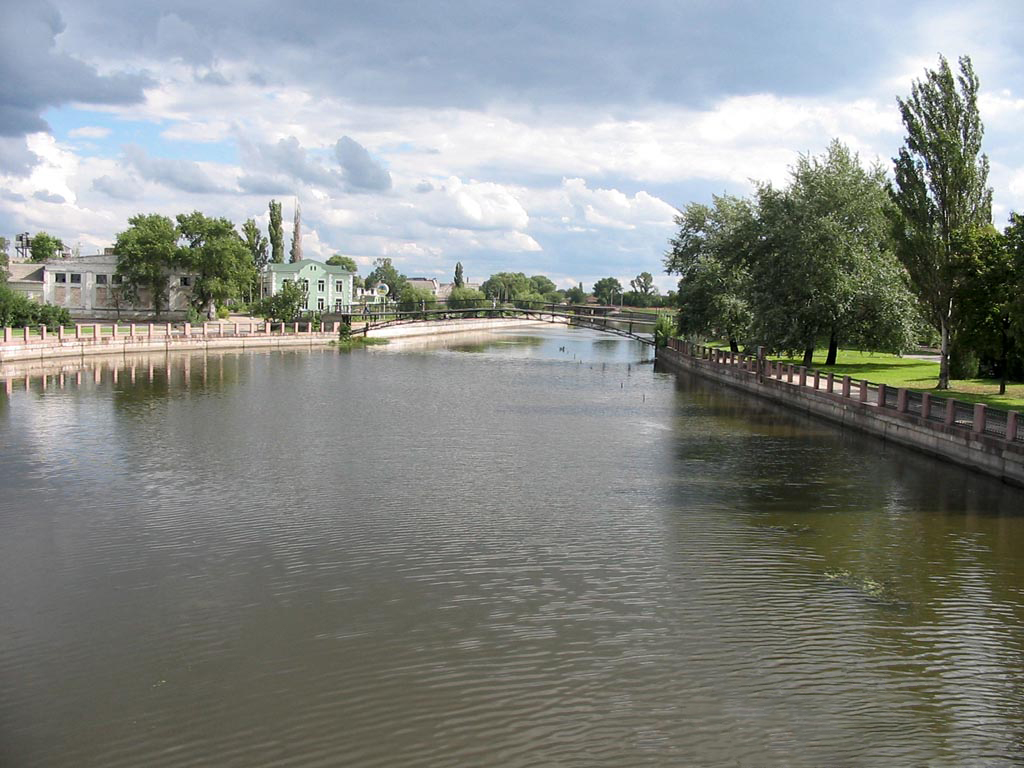
El riu Inhul al seu pas per Kropivnitski, a l'óblast de Kirovohrad.

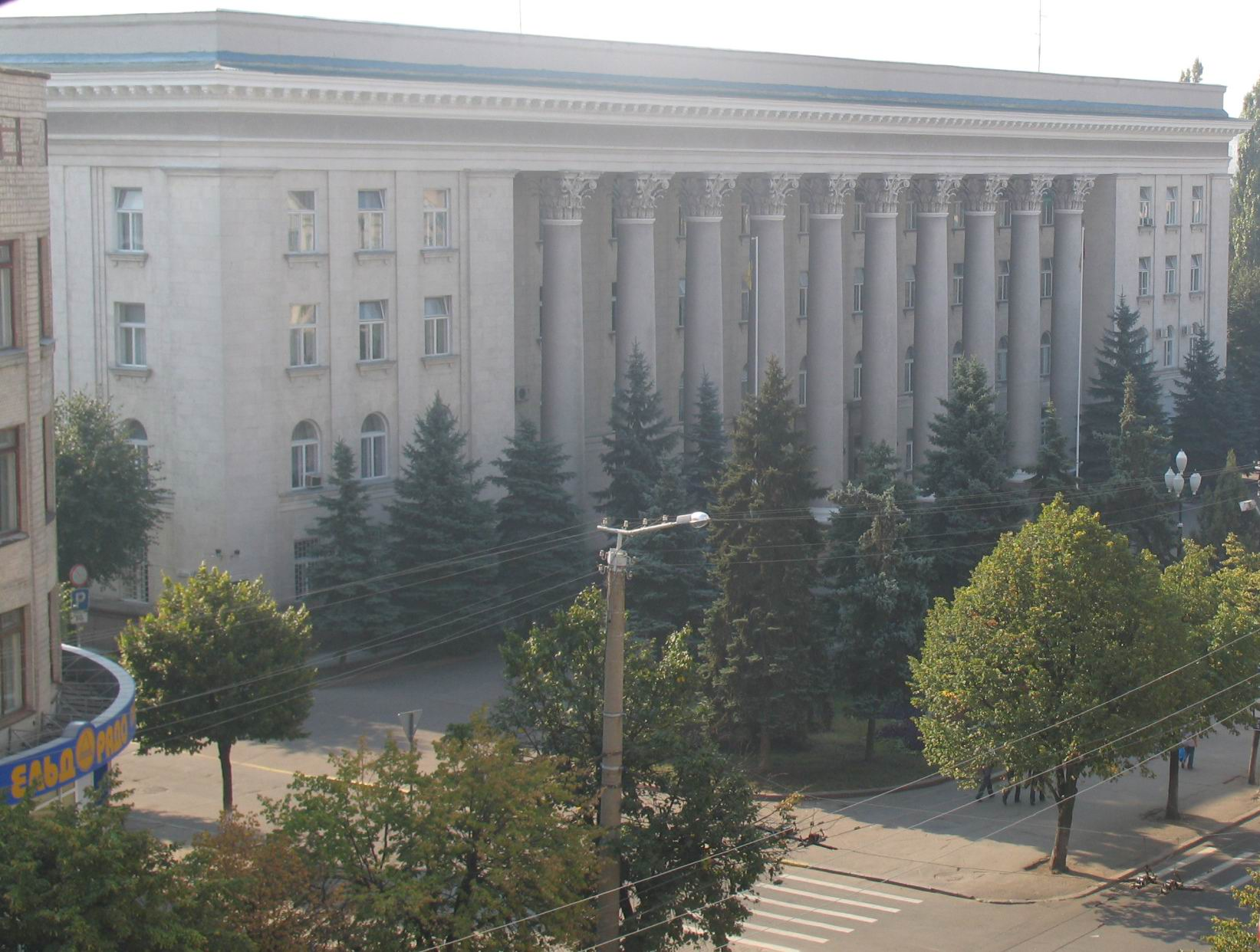
Ajuntament de la ciutat de Kropivnitski.

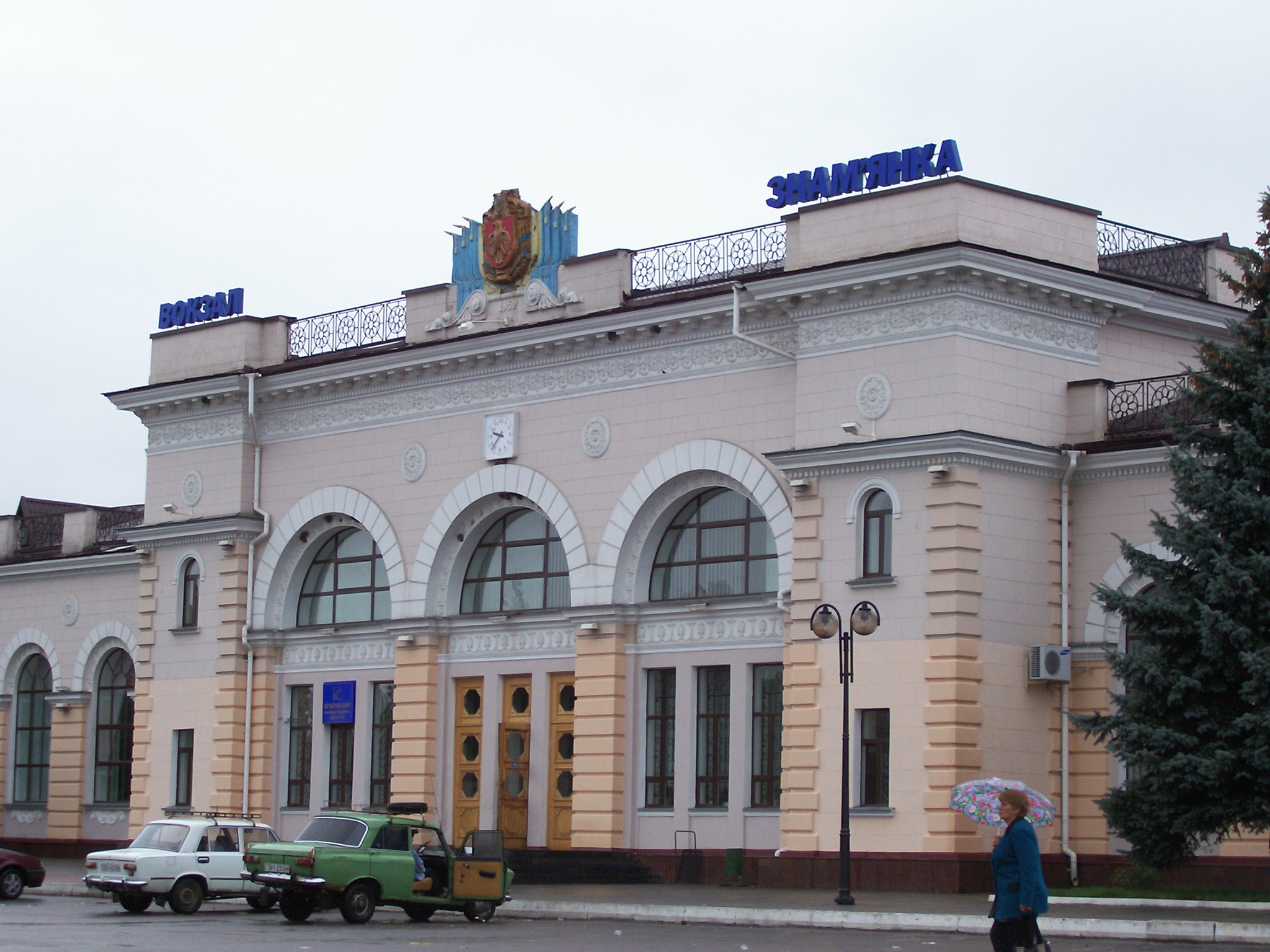
Estació de tren de Znàmianka.

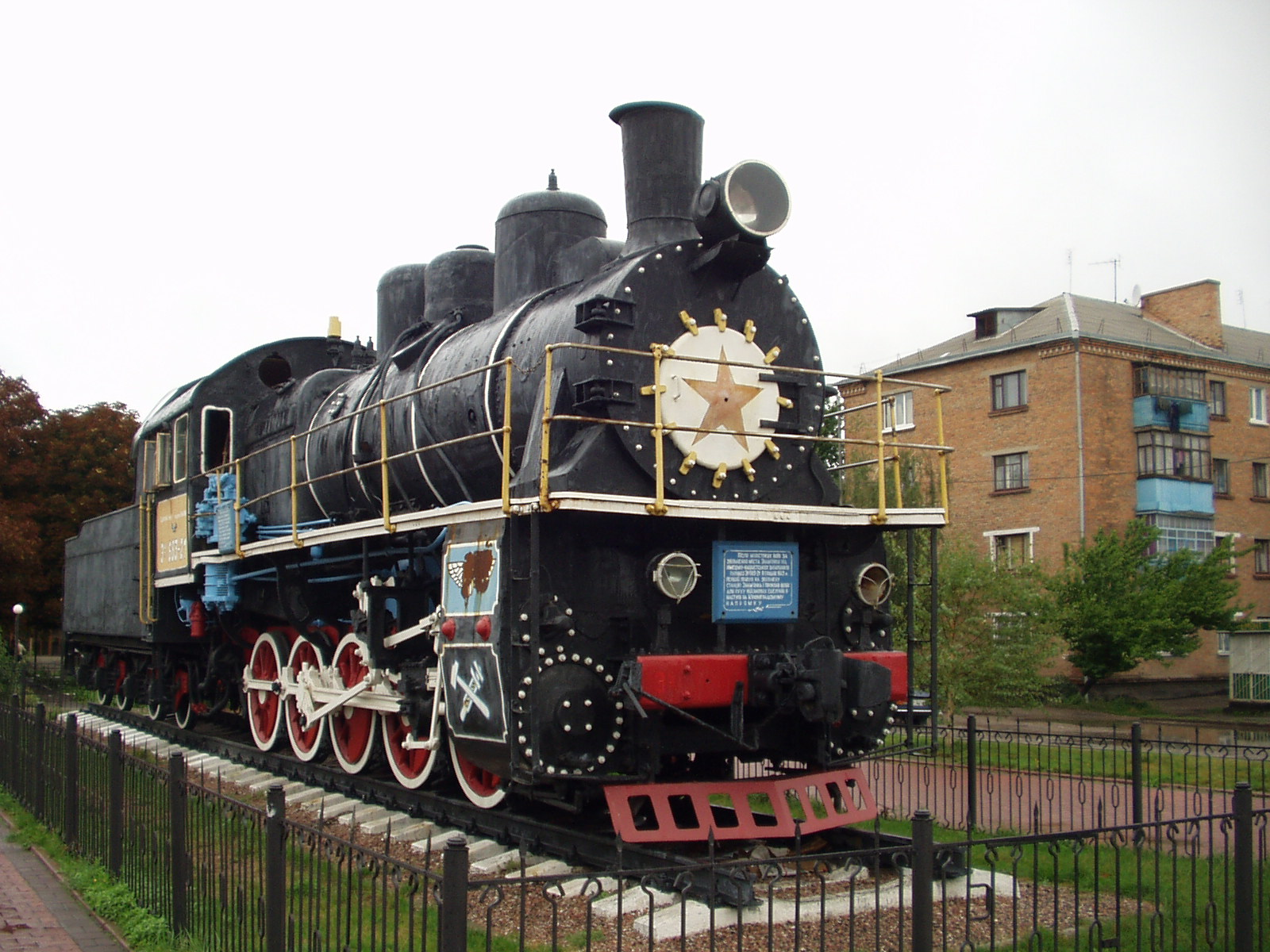
Locomotora de vapor davant de l'estació de Znamianka.

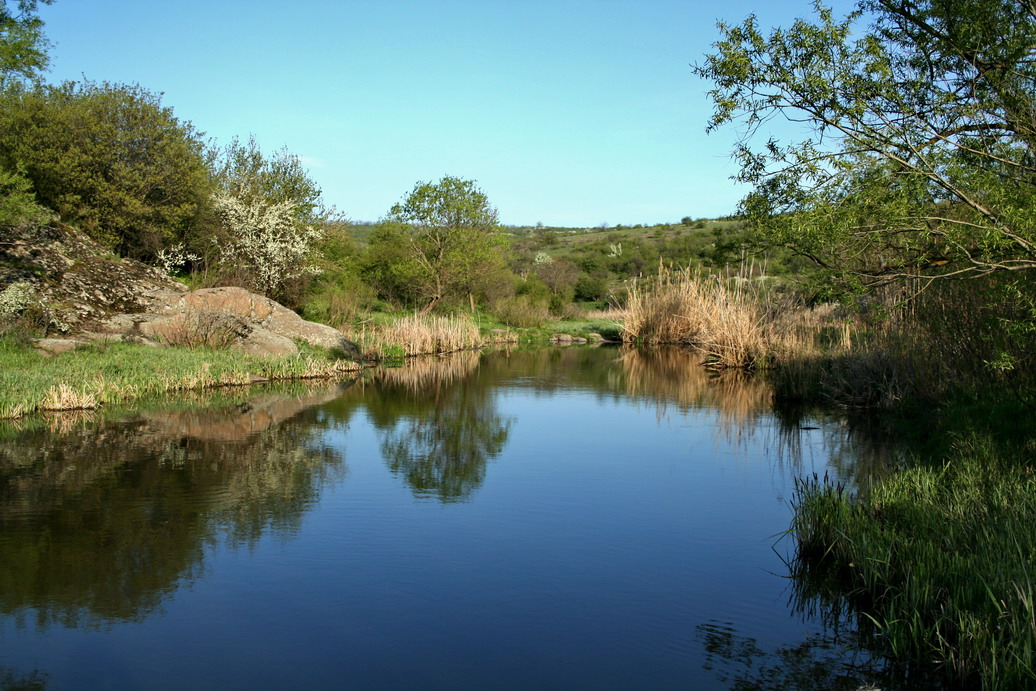
El riu Mertvovid (Мертвовід, "Aigües mortes").

La província de Kirovohrad (ucraïnès: Кіровоградська oбласть, transcrit al català: Kirovohradska óblast; transliterat amb el sistema científic internacional: Kirovohrads’ka oblast’; nom informal: Кіровоградщина, transcrit: Kirovohràdsxyna) és una óblast (província) d'Ucraïna Central situada a la riba dreta del Dniéper. La capital és Kropivnitski, situada al centre de l'óblast i a la ribera de l'Inhulets, tributari del Dniéper. La part sud de l'óblast formava part del territori històric dels cosacs ucraïnesos del Sitx de Zaporíjia.
Limita amb les óblasts de Txerkassi al nord, la de Poltava al nord-est, a l'altra banda del riu Dniéper, la de Dnipropetrovsk a l'est i sud-est, les de Mikolaiv al sud, i les d'Odessa i Vínnitsia a l'oest, al sud-oest i nord-oest, respectivament. Per la banda de l'est, una de les fronteres de l'óblast és formada pel riu Dniéper, com s'ha mencionat, mentre que a l'altra banda de l'óblast, la breu frontera est és dibuixada pel Buh Meridional.
Entre 1939 i 2016, el centre administratiu de la província, Kropivnitski (o Kropyvnytskyi), es va anomenar Kirovohrad i va rebre el nom del primer secretari del Comitè de la ciutat de Leningrad del Partit Comunista de la Unió (bolxevics) Serguei Kirov. A causa de les lleis de descomunització (el 14 de juliol de 2016) el nom de la ciutat es va canviar a Kropyvnytskyi. La província de Kirovohrad no va ser rebatejat perquè com a tal s'esmenta a la Constitució d'Ucraïna, només es pot canviar de nom mitjançant una esmena constitucional. El 20 de juny de 2018, el Comitè de Construcció de l'Estat, Política Regional i Autogovern Local de la Rada Suprema va donar suport a la proposta de canviar el nom de la província de Kirovohrad a la de Kropyvnytskyi.El febrer de 2019, el Tribunal Constitucional d'Ucraïna va declarar constitucional el projecte de llei sobre el canvi de nom de la província de Kirovohrad a Kropyvnytskyi. Al novembre de 2022, el canvi de nom no s'ha completat a causa de la resistència dels membres del consell provincial

## Geografia física

### Relleu
L'óblast es troba als costers sud de la terra alta del Dniéper o del pre-Dniéper (Придніпро́вська височина́, Prydniprovska vyssotxynà). Aquest emplaçament li dona un relleu abrupte de tossals, amb una gran quantitat de congosts i barrancs, un dels problemes més actuals essent l'erosió del sòl per l'acció de l'aigua.

### Hidrografia
El territori de l'óblast es troba a les conques del Dniéper i el Buh Meridional. Els majors rius de l'óblast, a part d'aquest dos, són, com a tributaris del Dniéper: el Tiasmýn (Тясмин), l'Inhulets (Інгулець) i el Tsybúlnyk (Цибульник); més els següents tributaris del Buh Meridional: l'Inhul (Інгул), el Syniukha (Синюха) i el Synýtsia (Синиця).
Un llistat general dels rius, indicant tributaris, seria:
- Dniéper
  - Tiasmýn (Тясмин, 161 km), desemboca al Dnièper al pantà de Krementxuk. Passa també per l'óblast de Txerkassi.
  - Inhulets (Інгулець, 549 km), neix a l'óblast de Kirovohrad i travessa uns quants óblasts fins a la de Kherson. Desemboca al Dniéper uns 40 km riu amunt de la capital d'aquella óblast. Banya la ciutat d'Oleksandriia
  - Tsybúlnyk (Цибульник, 55 km), neix prop del poble d'Ivànkivtsi i entra al Dnièper al pantà de Krementxuk, riu amunt de la ciutat de Svitlovodsk.
- Buh Meridional
  - Inhul (Інгул)
  - Syniukha (Синюха, 111 km), neix a l'óblast de Kirovohrad, a la confluència del Velyka Vys (Велика Вись) i el Tikytx (Тікич), i desemboca al Buh Meridional a l'óblast de Mikolaiv.
    - Velyka Vys (Велика Вись, 166 km), neix prop del poble d'Onykíieve (Оникієве) i irriga l'óblast de Kirovohrad.

  - Synýtsia (Синиця, 79 km)

## Política i govern

### Divisions Administratives
L'óblast de Kirovohrad està dividida en 21 raions (sing. район, raion, pl. райо́ни, raion·y, subdivisió administrativa similar a les nostres comarques) i 4 ciutats que no depenen d'un raion sinó directament de l'óblast. Aquestes últimes són les ciutats de: Oleksandria (Олександрія), Znàmianka (Знам'янка), Svitlovodsk (Світловодськ) i la capital de l'óblast, Kropivnitski (Кропивницький).
L'óblast té un total de:
- 12 ciutats (sing: мі́сто, misto, plural: мі́ста, mista), 8 de les quals depenen d'un raion;
- 27 "assentaments de tipus urbà" o SMTs (un смт, smt, се́лище місько́го ти́пу, sélysxe miskoho typu, és un municipi amb estatus entre poble i ciutat);
- 991 pobles (село́, seló); i...
- 19 llogarrets (се́лище, sélysxe, tot sol).

### Principals ciutats
Les principals ciutats i assentaments de tipus urbà són:
- Kropivnitski (Кропивницький, abans del 1775: Новокозацька, Novokozatska o Новокозачин, Novokozàtxyn; abans del 1924: Єлизаветград, Ielyzavethrad; del 1924 al 1934: Зинов'євськ, Zynovievsk; del 1934 al 1939: Кірове, Kirove; i del 1939 al 2016: Кіровоград, Kirovohrad), la capital, a la vora del riu Inhul.
- Blahovísxenske (Благовіщенське)
- Bobrynets (Бобринець)
- Dobrovelýtxkivka (Добровеличківка), un assentament de tipus urbà prop del centre geogràfic d'Ucraïna.
- Dolynska (Долинська)
- Háivoron (Га́йворон), es troba a l'extrem oest de l'óblast, a la riba del Buh Meridional. Va ser fundat el segle xviii com a quarter d'hivern del Sitx de Zaporíjia (cosacs ucraïnesos).
- Mala Vyska (Мала Виска)
- Novomýrhorod (Новомиргород)- Va ser la capital del territori militar-colonial de l'imperi Rus anomenat Nova Sèrbia (ucraïnès: Нова́ Се́рбія, Novà Sèrbiia, 1752 a 1764), on es van establir molts serbis i altres pobles dels Balcans, i també moldaus, romanesos i membres del grup ètnic dels "mocani", de Transsilvània, a més d'ucraïnesos. Es troba a la riba del Velyka Vys.
- Novoukraïnka (Новоукраїнка), a la riba del Txornyi Taixlyk (Чорний Ташлик).
- Oleksandria (Олександрія, transcrit: Oleksandríia o Oleksandria), a la riba de l'Inhulets i el Berezivka.
- Oleksandrivka (Олександрівка), assentament de tipus urbà. No s'ha de confondre amb la ciutat de Oleksandria, ni amb les moltes ciutats homònimes a altres parts d'Ucraïna.
- Pomitxna (Помічна) - aquí es troba, en forma de torre d'aigua, una de les 200 torres hiperboloides que va construir l'arquitecte i enginyer Volodýmyr o Vladímir Xúkhov (Володи́мир Григо́рович Шу́хов) a la fi del s. XIX-principis del XX.
- Svitlovodsk (Світловодськ)
- Znàmianka (Знам'янка), és coneguda pel seu nus ferroviari i el Bosc Negre (Чорний ліс, Txornyi lis, bosc d'uns 90 mil hectàrees), una part de la qual és reserva natural.

## Galeria d'imatges

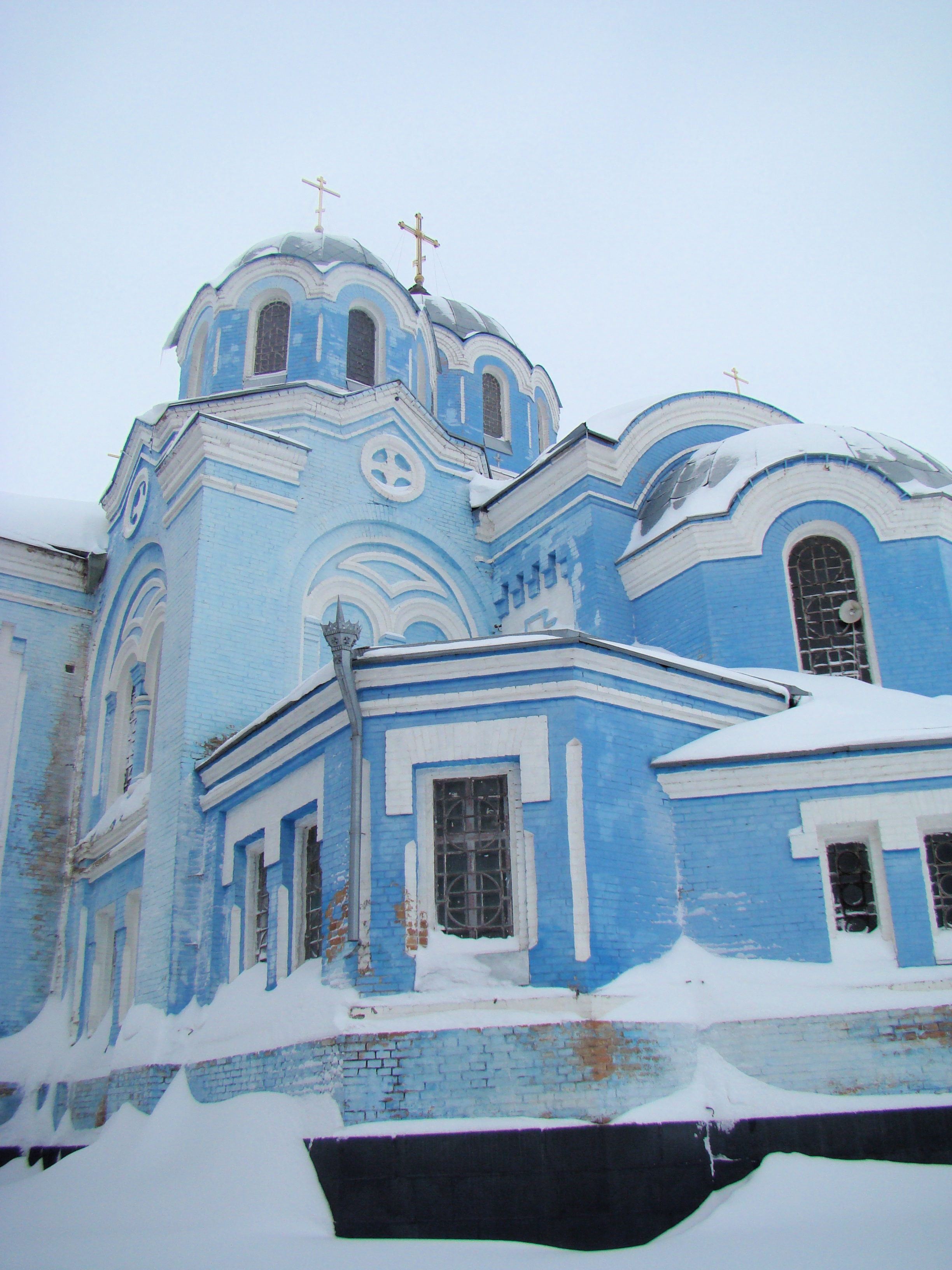
Bobrynets l'hivern - església
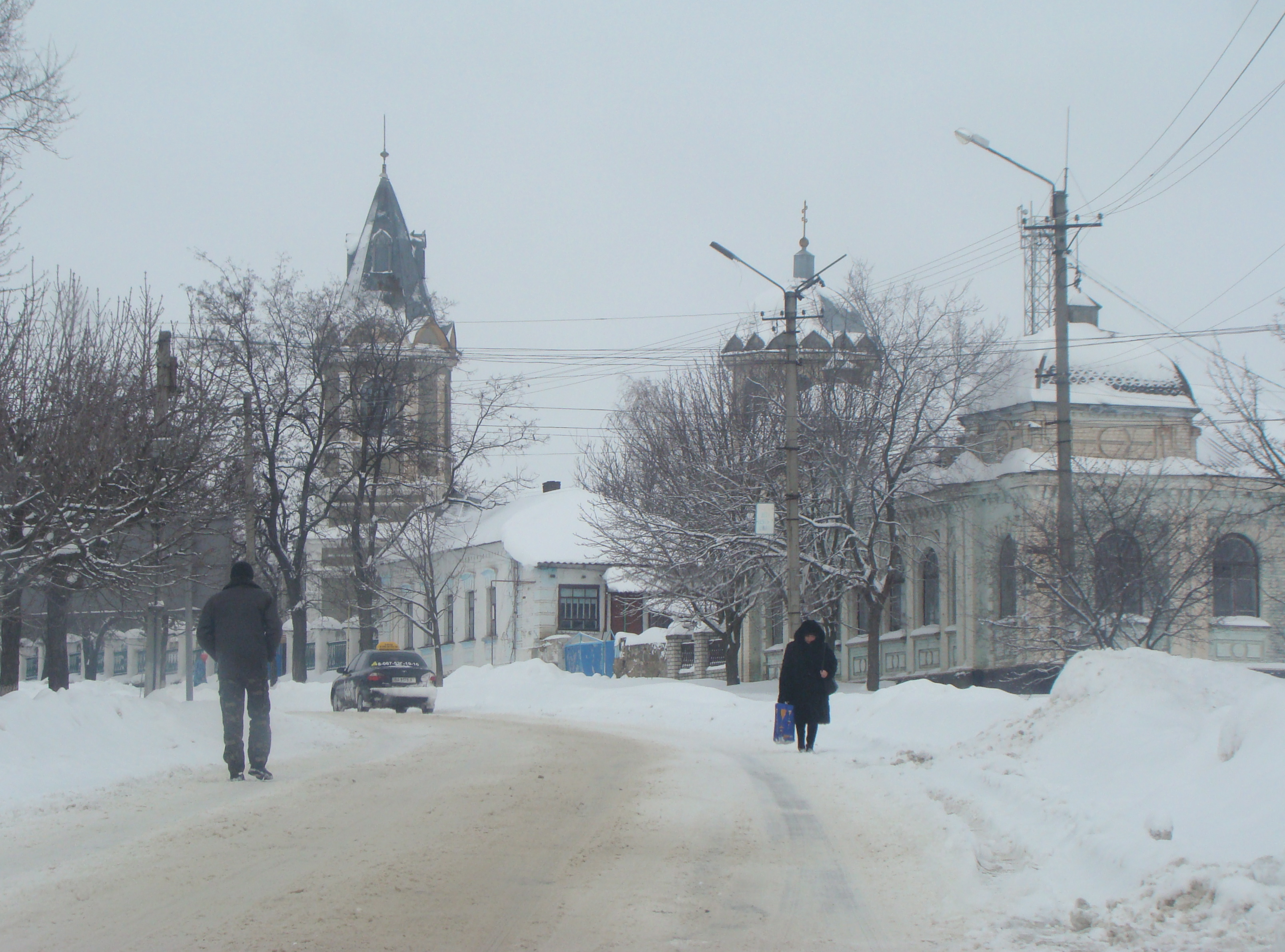
Bobrynets l'hivern - carrer 1
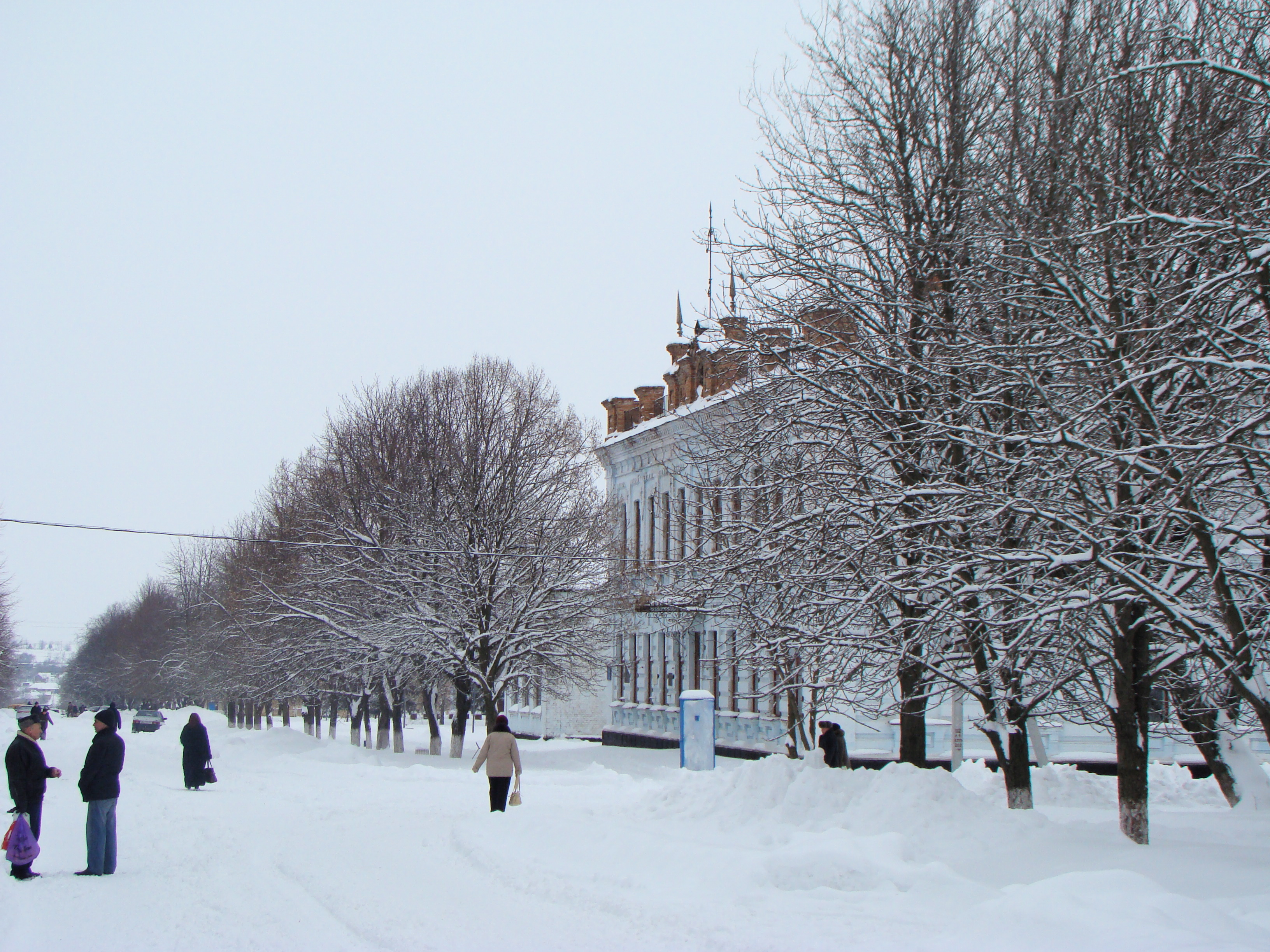
Bobrynets l'hivern - carrer 2
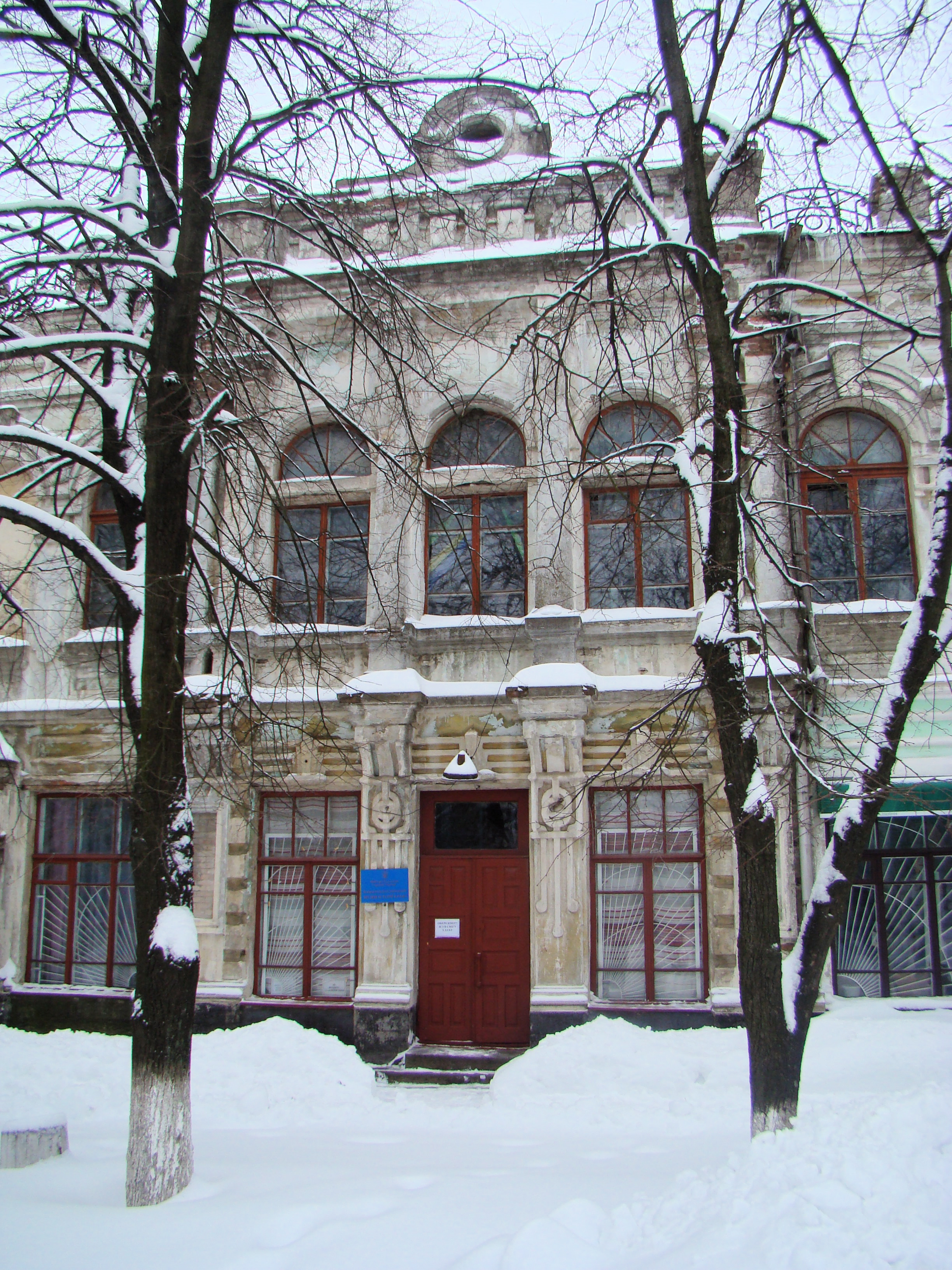
Bobrynets l'hivern - un museu
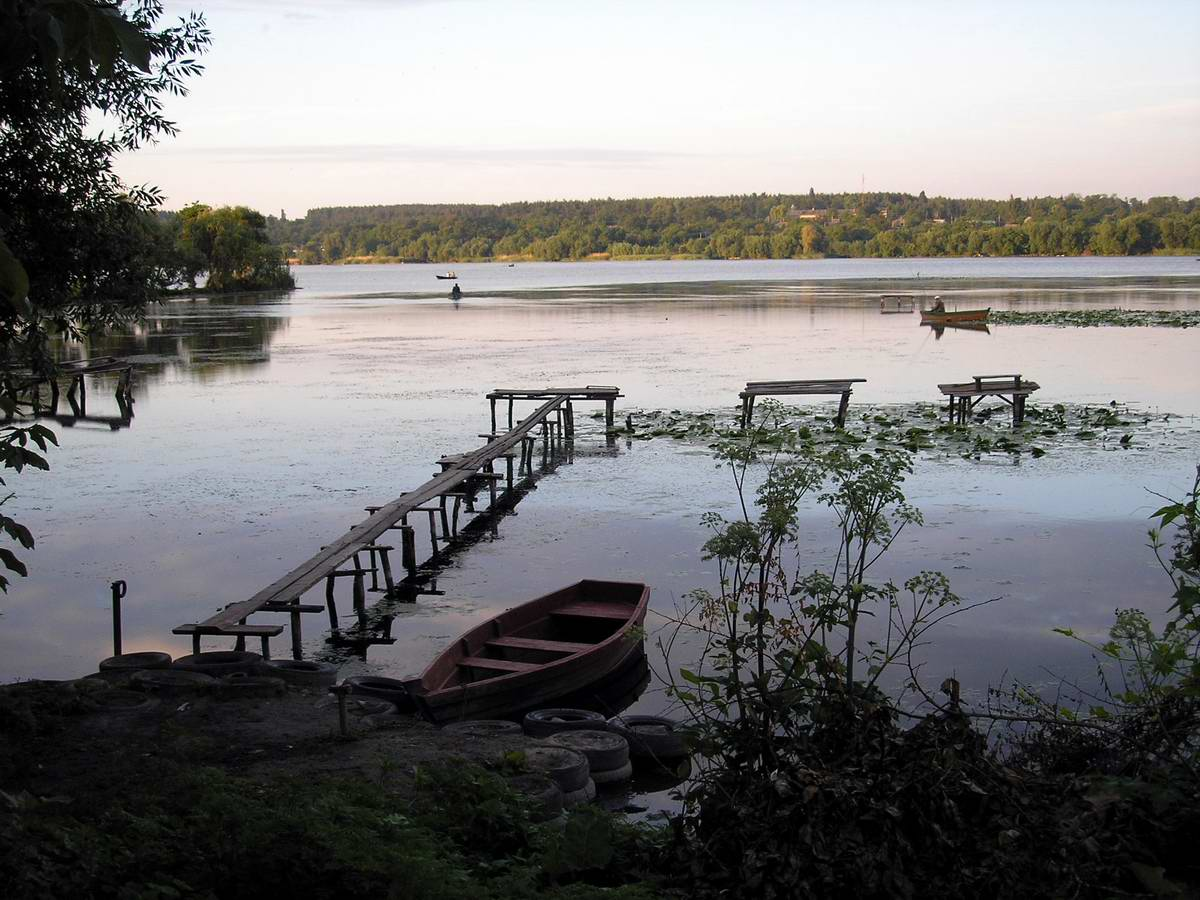
Espigó i pescadors al riu Buh Meridional a Haivoron
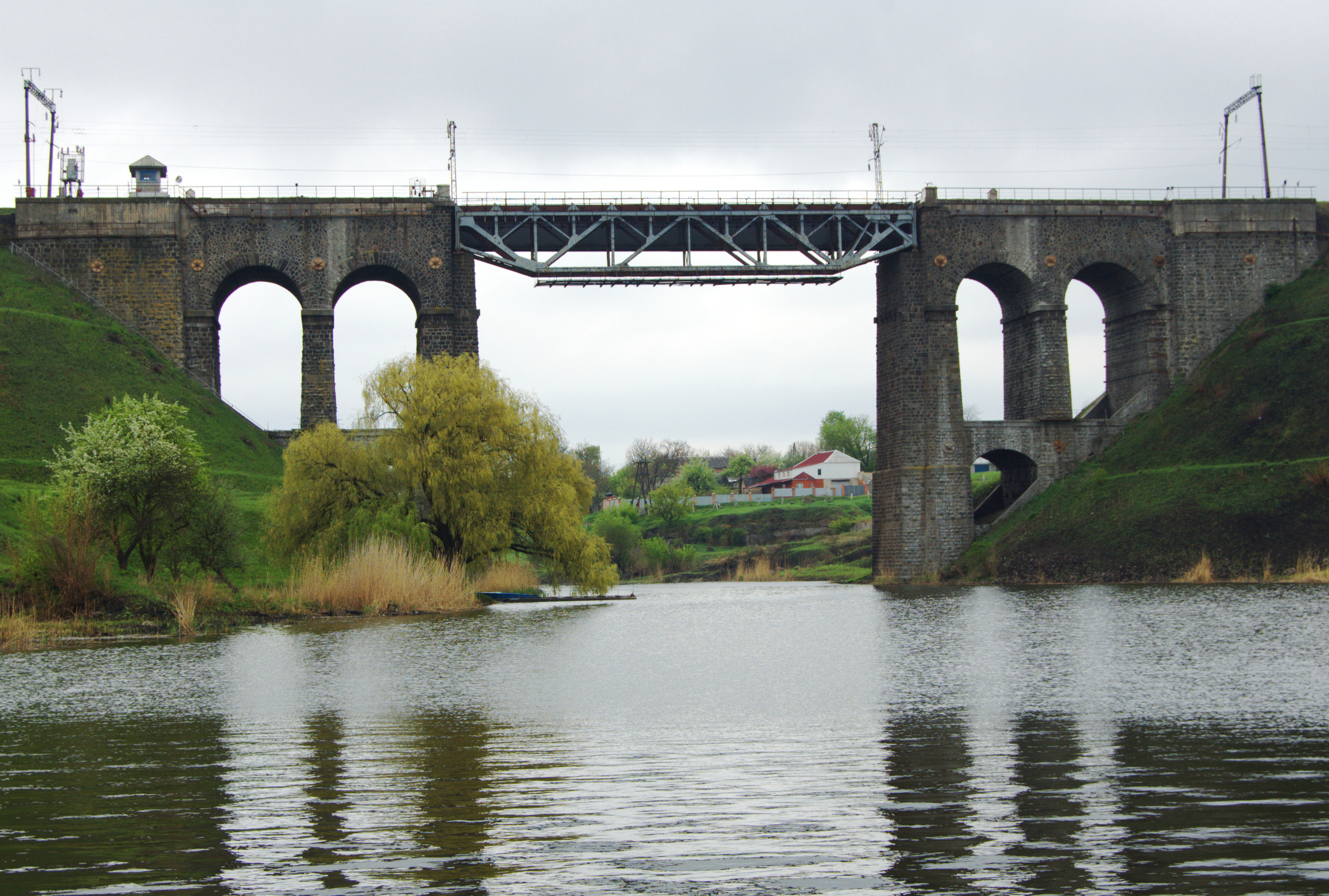
Pont ferroviari sobre el riu Inhul al seu pas per la ciutat de Kropivnitski
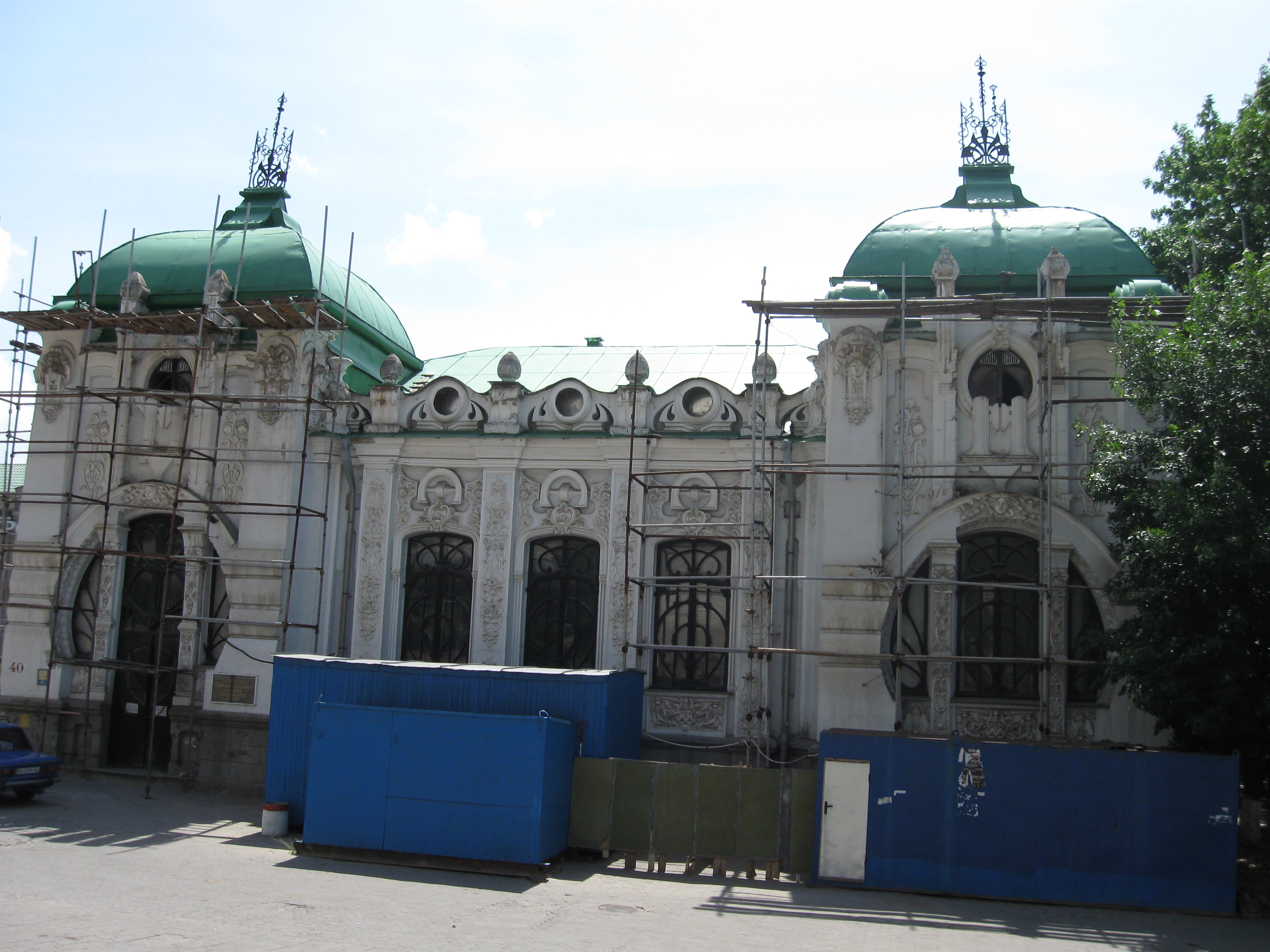
Museu de l'óblast de Kirovohrad - edifici modernista en restauració
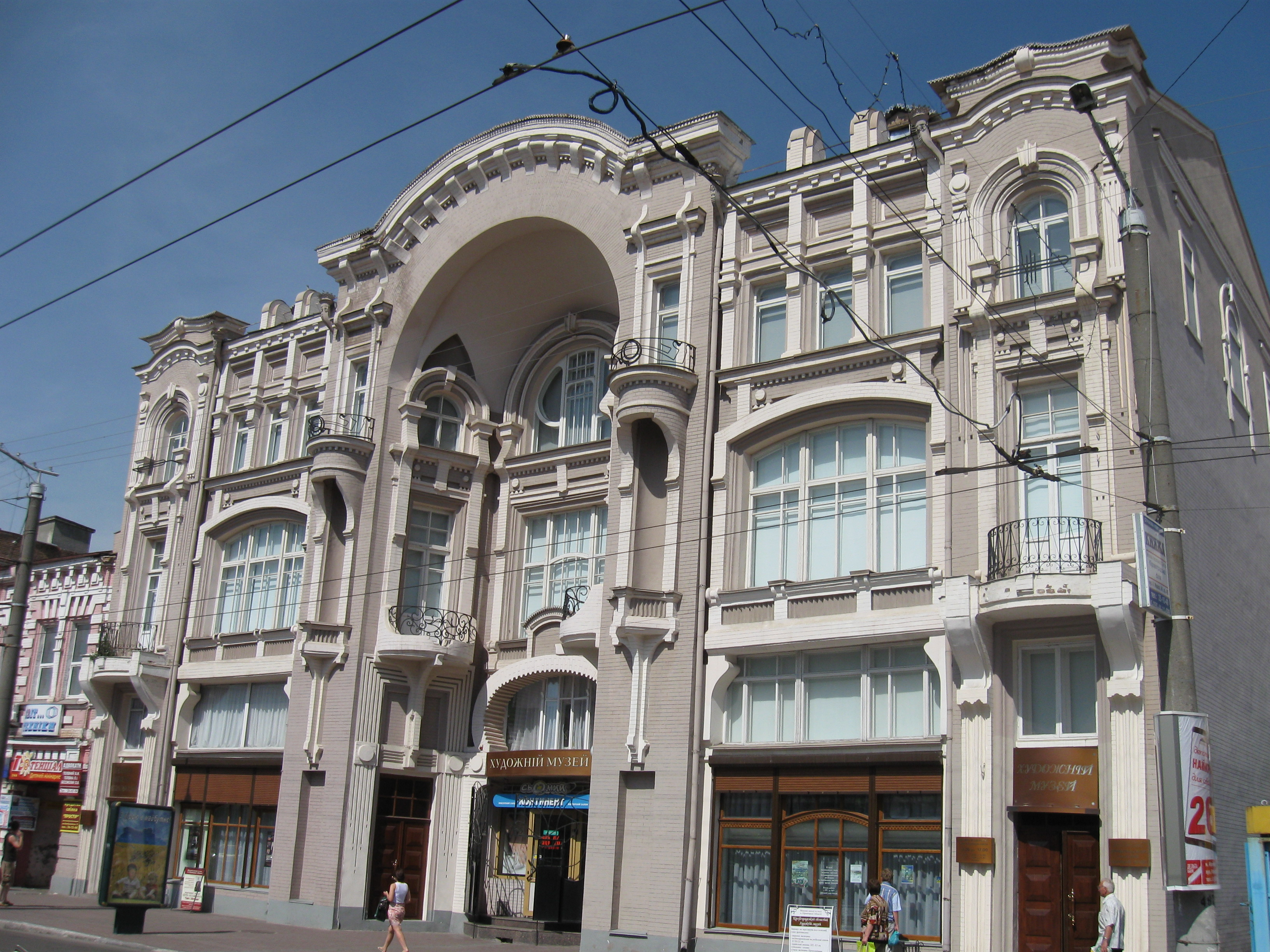
Museu d'art de l'óblast, edifici del 1887
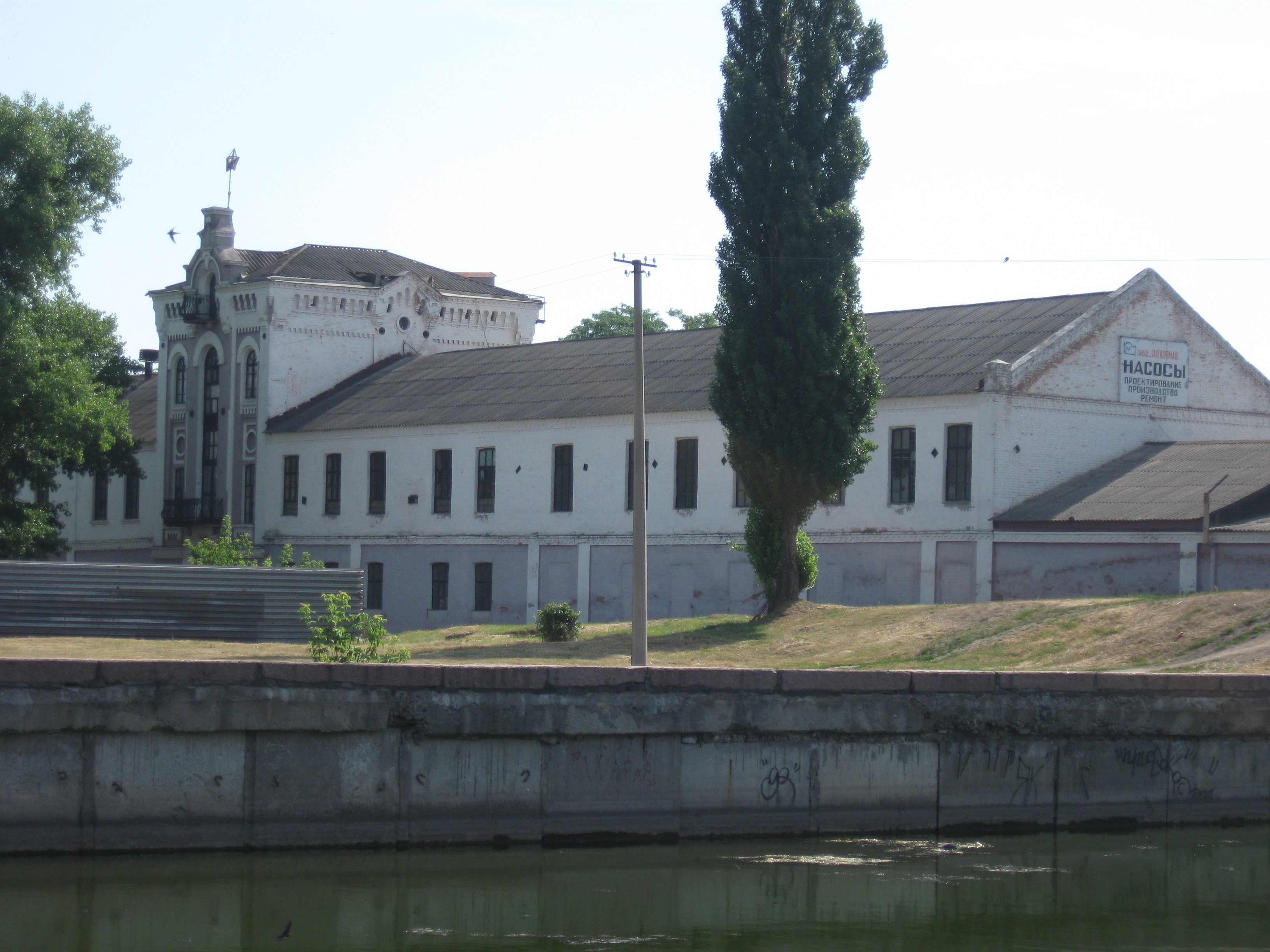
Fàbrica antiga a Kropivnitski.
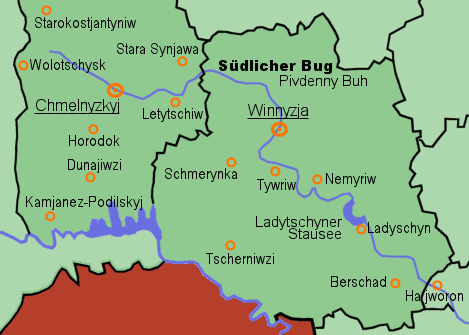
Mapa del curs alt del Buh Meridional (en alemany).
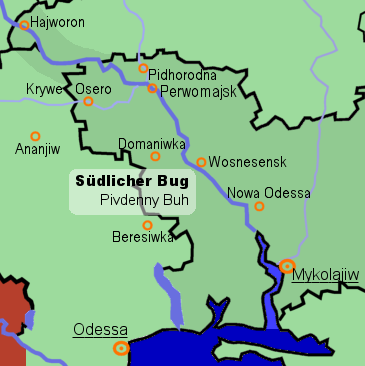
Mapa del curs baix del Buh Meridional (en alemany).
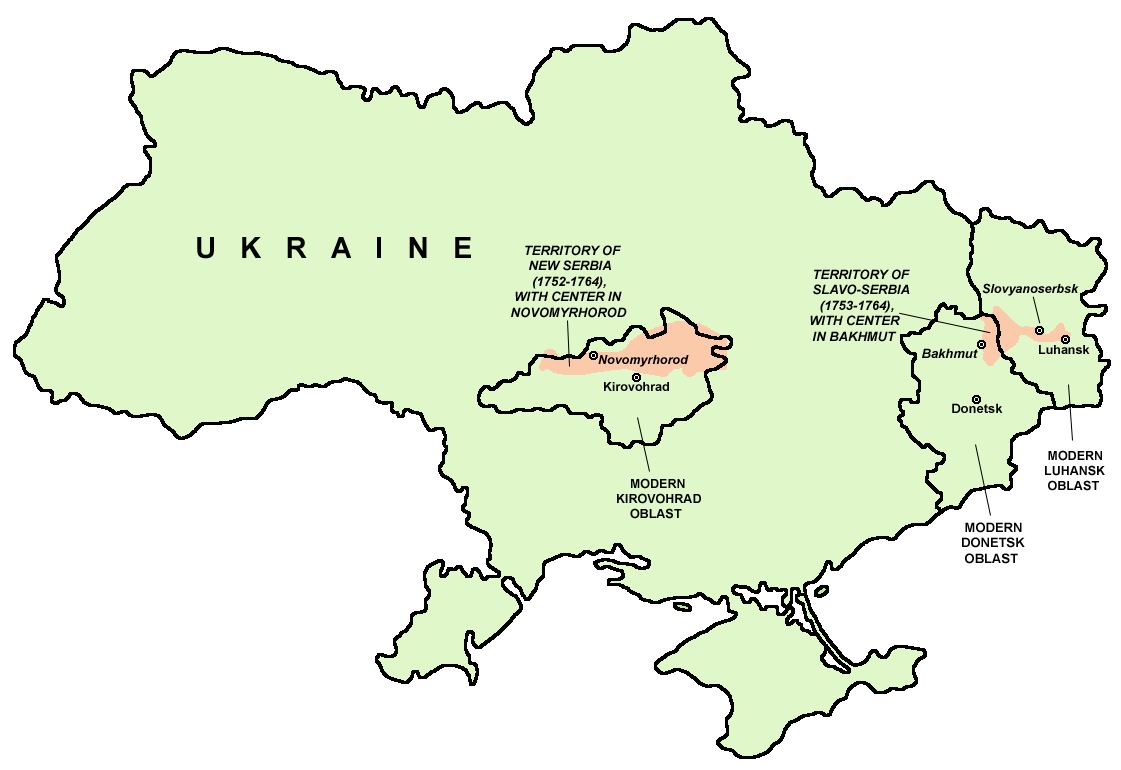
Mapa d'Ucraïna mostrant Nova Sèrbia i Slaviano-Sèrbia (en anglès).